# TT298
La tombe thébaine TT 298 est située à Deir el-Bahari, dans la nécropole thébaine, sur la rive ouest du Nil, face à Louxor en Égypte.
C'est la tombe de Baki (ou Ouennéfer), contremaître dans la Place de la Vérité, serviteur de Pharaon durant la période ramesside.